# خام الحديد

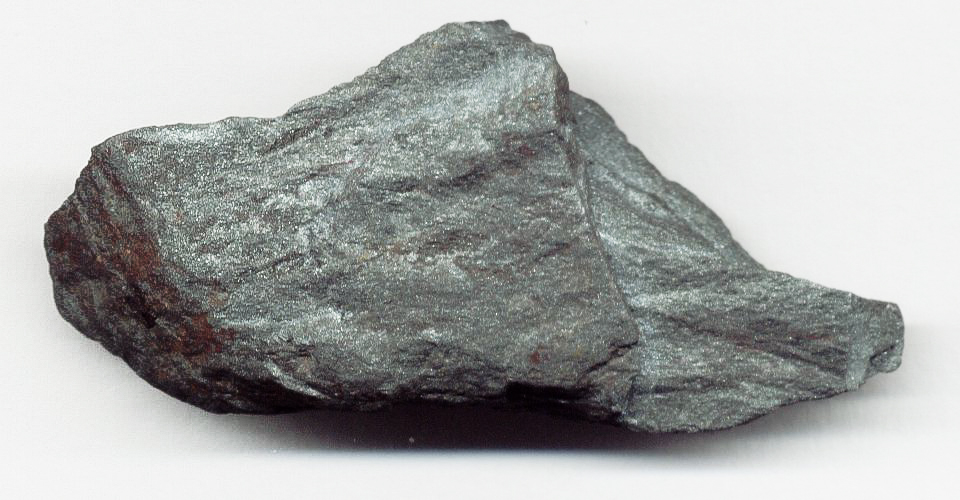
معدن الهيماتيت.

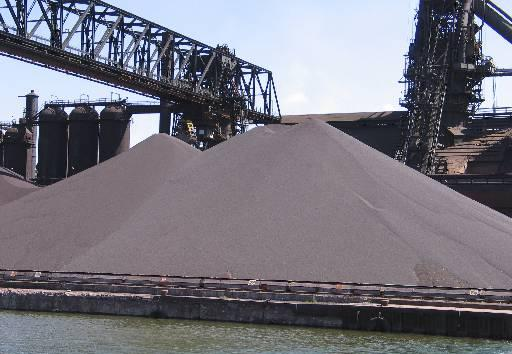
كرية خام الحديد مكومة، استعدادا لاستعمالها في إنتاج الصلب.

خام الحديد أو تراب الحديد هو ما يصنع منه الحديد، يستخرج من الصخور ويوضع في فرن ذو درجة حرارة عالية جدا كي يصهر، فيصفى المعدن من التراب. كذلك أيضًا يصفي كل معدن من ترابه ما عدا الألومنيوم. خامات الحديد  هي الصخور والمعادن وخامات الحديد يمكن استخراجها إقتصادياً، وعادة ما تكون غنية في أكاسيد الحديد وتختلف في اللون من الرمادي الداكن، الأصفر المشرق، أو الأرجواني العميق لأحمر صدئ. يوجد الحديد عادة على شكل أكسيد الحديد الأسود
(72.4% Fe), الهيماتيت(Fe2O3, 69.9% Fe), goethite (FeO(OH), 62.9% Fe), ليمونيت (FeO(OH)·n(H2O), 55% Fe) or siderite (FeCO3, 48.2% Fe).
تُعرف الخامات التي تحتوي على كميات كبيرة جدًا من الهيماتيت أو المغنتيت (أكبر من حوالي 60% من الحديد) باسم "الخام الطبيعي" أو "خام الشحن المباشر"، مما يعني أنه يمكن إطعامها مباشرة في أفران الصهر التي تصنع الحديد. خام الحديد هو المادة الخام المستخدمة في صناعة الحديد الخام، وهو أحد المواد الخام الرئيسية في صناعة الصلب - يستخدم 98% من خام الحديد المستخرج في صناعة الصلب.  في عام 2011 توقعت صحيفة فاينانشال تايمز أن خام الحديد "منذ اكتشافه إلى عصرنا يعد أكثر معادن طلبا في عالم نظرا لاستعملاته في عديد من صناعات

### تشكيلات الحديد النطاقات

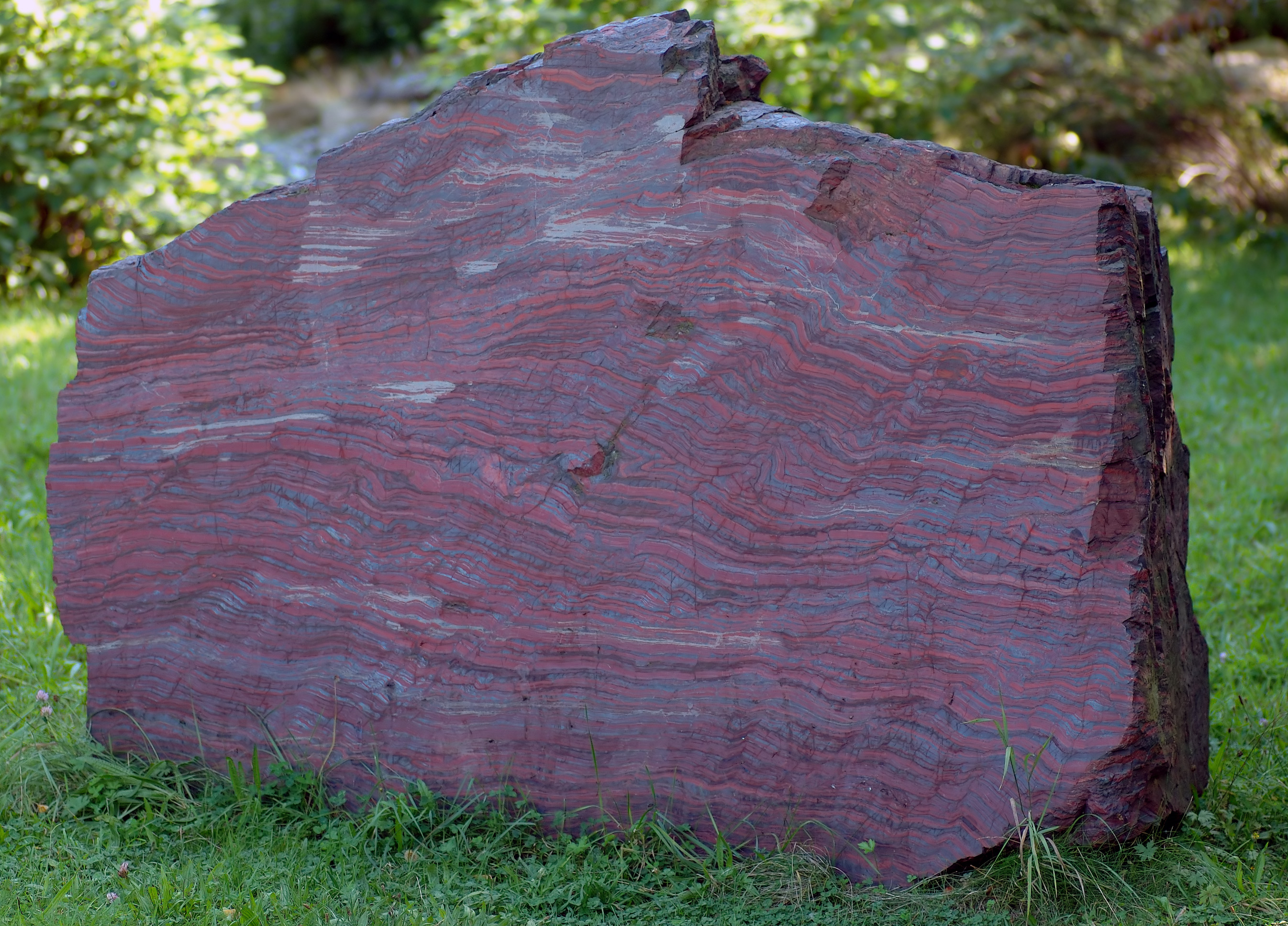
صخرة عمرها 2.1 مليار سنة تظهر تشكيل الحديد النطاقات

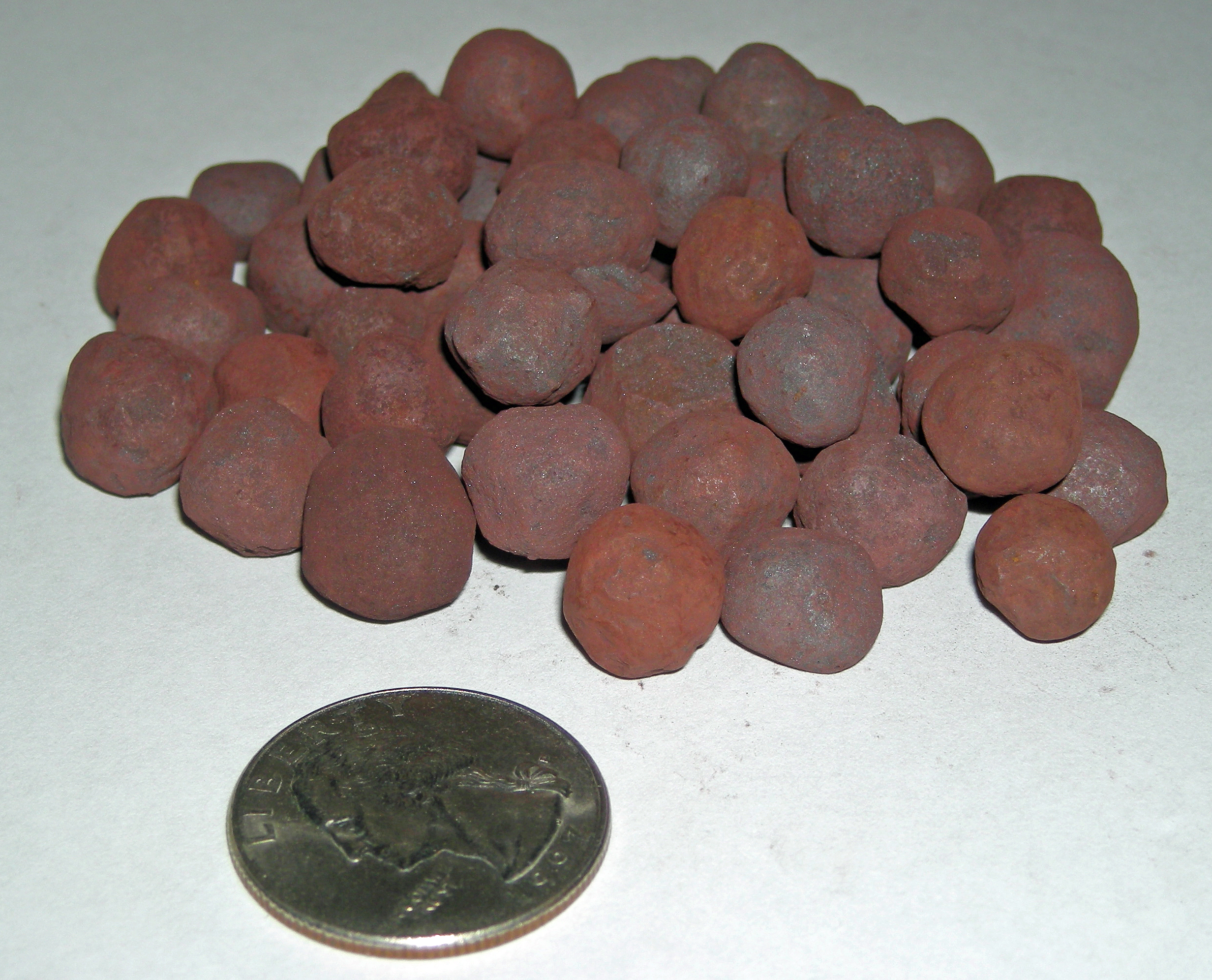
معالجة تاكونيت الكريات بأكسدة سطح ضارب إلى الحمرة كما هو مستخدم في صناعة الصلب، باستخدام الولايات المتحدة. الربع (القطر:)يظهر للمقياس.

تكوين النطاقات الحديدية (BIFs) هي صخور رسوبية تحتوي على أكثر من 15% من الحديد يتكون في الغالب من معادن الحديد ذات الطبقات الرقيقة والسيليكا (مثل الكوارتز). تحدث تكوينات النطاقات الحديدية حصريًا في صخور ما قبل الكمبري، وعادة ما تكون ضعيفة إلى المتحولة. قد تحتوي تشكيلات الحديد ذات النطاقات على الحديد في كربونات (siderite أو ankerite) أو السيليكات (مينيسوتايت، جرينالايت، أو جرونيريت)، ولكن في تلك المستخرجة كخامات حديد، أكاسيد (أكسيد الحديد الأسود أو الهيماتيت) هي معدن الحديد الرئيسي. تُعرف تشكيلات الحديد ذات النطاقات باسم «تاكونيت» داخل أمريكا الشمالية.
ينطوي التعدين على نقل كميات هائلة من الخام والنفايات. وتأتي النفايات في شكلين، صخر غير خام في المنجم (تكدس أو متكدس معروف محليًا باسم mullock)، ومعادن غير مرغوب فيها والتي تعد جزءًا جوهريًا من خام الصخور نفسها (الشوائب). يتم تعدين mullock وتكديسها في مكب النفايات، ويتم فصل الشوائب أثناء عملية إثراء ويتم إزالتها على أنها مخلفات. مخلفات التاكونيت هي في الغالب الكوارتز المعدني، وهو خامل كيميائيًا. يتم تخزين هذه المواد في برك كبيرة منظمة لترسيب المياه.

### خامات المغنتيت
تعد المعايير الاقتصادية الرئيسية للخانة الاقتصادية للمغناطيسي هي بلورة المغناطيسية، ودرجة الحديد داخل صخرة مضيفة الحديد المضيفة للنطاقات، والمعتاد الملوثات الموجودة داخل التركيز المغناطيسي. نسبة حجم وشريط معظم موارد المغناطيسية غير ذات صلة، حيث يمكن أن يكون تشكيل حديدي منطقي مئات من الأمتار، وتوسيع مئات الكيلومترات على طول Strike، ويمكن بسهولة الوصول إلى أكثر من ثلاثة مليارات أو أكثر من أطنان من خام الوارد.
الدرجة النموذجية للحديد التي يصبح فيها تكوين الحديد النطاقات الحاملة للمغنتيت اقتصاديًا هو 25% تقريبًا من الحديد، والذي يمكن أن ينتج عمومًا استرداد 33% إلى 40% من المغنتيت بالوزن، لإنتاج تصنيف مركز يزيد عن 64% حديد بواسطة وزن. تركيز خام الحديد المغنتيت النموذجي يحتوي على أقل من 0.1% فوسفور، 3-7% سيليكا وأقل من 3% ألومنيوم.
يُستخرج خام الحديد المغنتيت حاليًا في مينيسوتا وميشيغان في الولايات المتحدة، شرق كندا وشمال السويد. يتم حاليًا تعدين تشكيل الحديد ذي النطاقات الحاملة للمغنتيت على نطاق واسع في البرازيل، والتي تصدر كميات كبيرة إلى آسيا، وهناك صناعة ناشئة وكبيرة لخام الحديد المغنتيت في أستراليا.

### خامات الشحن المباشر (الهيماتيت)
يتم حاليًا استغلال رواسب خام الحديد (DSO) للشحن المباشر (تتكون عادةً من الهيماتيت) في جميع القارات باستثناء أنتاركتيكا، بأكبر كثافة في أمريكا الجنوبية وأستراليا وآسيا. يتم الحصول على معظم رواسب خام الحديد الهيماتيت الكبيرة من تكوينات حديدية متغيرة النطاقات ونادرًا ما تكون تراكمات نارية.
عادةً ما تكون رواسب DSO أكثر ندرة من BIF الحاملة للمغنتيت أو الصخور الأخرى التي تشكل مصدرها الرئيسي أو صخور البروتوليث، ولكنها أرخص بكثير من التعدين والمعالجة لأنها تتطلب قدرًا أقل من الاستفادة بسبب محتوى الحديد العالي. ومع ذلك، يمكن أن تحتوي خامات DSO على تركيزات أعلى بكثير من العناصر الجزائية، وعادة ما تكون أعلى في الفوسفور ومحتوى الماء (خاصة بيسوليت التراكمات الرسوبية) والألمنيوم (الطين داخل البيزوليت). تكون خامات DSO ذات درجة التصدير عمومًا في نطاق الحديد 62-64%.

### رواسب خام المغنتيت الصخرية
من حين لآخر جرانيت وفائق البوتاسيوم صخور نارية بلورات منفصلة أكسيد الحديد الأسود وتشكل كتل أكسيد الحديد الأسود المناسبة للتركيز الاقتصادي. يتكون عدد قليل من رواسب خام الحديد، لا سيما في تشيلي، من تدفقات بركانية تحتوي على تراكمات كبيرة من أكسيد الحديد الأسود الفينوكريست. تشكلت رواسب خام الحديد المغنتيت التشيلي داخل صحراء أتاكاما تراكمات الغرينية من المغنتيت في تيارات من هذه التكوينات البركانية.
تم استخدام بعض رواسب المغنتيت سكارن وحراري مائي في الماضي كرواسب خام الحديد عالية الجودة التي تتطلب القليل من إثراء. هناك العديد من الرواسب المرتبطة بالجرانيت من هذا النوع في ماليزيا وإندونيسيا.
تشمل المصادر الأخرى لخام الحديد المغنتيت التراكمات المتحولة لخام المغنتيت الهائل مثل نهر سافاج، تسمانيا، التي تشكلت عن طريق قص الأوفيوليت صخر فوق مافي.
مصدر ثانوي آخر لخامات الحديد هو تراكمات الصهارة في تداخل الطبقات التي تحتوي عادةً على تيتانيوم - يحمل المغنتيت غالبًا مع الفاناديوم. تشكل هذه الخامات سوقًا متخصصة، مع مصاهر متخصصة تستخدم لاستعادة الحديد والتيتانيوم والفاناديوم. يتم الاستفادة من هذه الخامات بشكل أساسي بشكل مشابه لخامات تشكيل الحديد النطاقات، ولكن عادة ما يتم ترقيتها بسهولة أكبر عبر التكسير والغربلة. درجات تركيز التيتانيوم مغنتيت النموذجي 57% حديد، 12% Ti و 0.5%V2O5.

## مخلفات المناجم
لكل 1 طن من تركيز خام الحديد ينتج حوالي 2.5-3.0 طن من نفايات خام الحديد سيتم تصريفها. تظهر الاحصاءات ان هناك 130 مليون طن من خام الحديد يتم تصريفها كل عام. على سبيل المثال، إذا احتوت مخلفات المناجم على ما يقرب من 11 % من الحديد، فسيكون هناك ما يقرب من 1.41 مليون طن من الحديد المهدر سنويًا. ذه المخلفات هي أيضا عالية في المعادن الأخرى المفيدة مثل النحاس، النيكل، والكوبالت،  والتي يمكن استخدامها للمواد مثل الرصيف وحشو ومواد مثل الاسمنت بناء بناء الطرق ومنخفض الدرجة الزجاج، ومواد الحائط. في حين أن المخلفات عبارة عن خام منخفض الدرجة نسبيًا، إلا أنها أيضًا غير مكلفة لجمعها حيث لا يلزم تعدينها. بسبب هذه الشركات، مثل Magnetation، Inc. بدأت مشاريع الاستصلاح حيث تستخدم نفايات خام الحديد كمصدر للحديد المعدني.
الطريقتان الرئيسيتان لإعادة تدوير الحديد من مخلفات خام الحديد هما التحميص الممغنط والاختزال المباشر. يستخدم التحميص الممغنط درجات حرارة تتراوح بين 700 و 900 درجة مئوية لمدة أقل من ساعة واحدة لإنتاج تركيز الحديد (Fe 3 O 4) لاستخدامه في صهر الحديد. لتحميص ممغنط، من المهم أن يكون لديك جو مختزل لمنع الأكسدة وتكوين Fe 2 O 3 لأنه من الصعب فصله لأنه أقل مغناطيسية. يستخدم الاختزال المباشر درجات حرارة أعلى من 1000 درجة مئوية وأوقات أطول من 2-5 ساعات.يستخدم الاختزال المباشر لإنتاج الحديد الإسفنجي(Fe) لاستخدامها في صناعة الصلب. يتطلب التخفيض المباشر المزيد من الطاقة لأن درجات الحرارة أعلى والوقت أطول ويتطلب عامل اختزال أكثر من التحميص الممغنط.

## استخلاص
تتطلب مصادر خام الحديد منخفضة الدرجة عمومًا الاستفادة، باستخدام تقنيات مثل التكسير، وطحن، وفصل الجاذبية أو فصل الوسائط الثقيلة، والغربلة، والسيليكا و التعويم الزبدي لتحسين تركيز الخام وإزالة الشوائب. تُعرف النتائج، وهي مساحيق خام دقيقة عالية الجودة، بالغرامات.

### المغنتيت
Magnetite مغناطيسي، وبالتالي يسهل فصله عن الشوائب المعادن وقادر على إنتاج مركز عالي الجودة مع مستويات منخفضة جدًا من الشوائب.
يحدد حجم حبيبات المغنتيت ودرجة تمازجها مع السيليكا كتلة أرضية حجم الطحن الذي يجب أن يتم طحن الصخور إليه لتمكين الفصل المغناطيسي الفعال لتوفير تركيز مغنتيت عالي النقاء. يحدد هذا مدخلات الطاقة المطلوبة لتشغيل عملية الطحن.
يتضمن تعدين تكوينات الحديد المربوطة التكسير والغربلة الخشنة، متبوعًا بتكسير خشن وطحن ناعم إلى تفتيت الخام إلى النقطة التي يكون فيها المغنتيت المتبلور والكوارتز ناعمًا بدرجة كافية بحيث يترك الكوارتز خلفه عندما ينتج المسحوق يتم تمريره تحت فاصل مغناطيسي.
بشكل عام، يجب طحن معظم رواسب تكوين الحديد المربوط بالمغنتيت إلى ما بين 32 و 45 ميكرومترًا من أجل إنتاج تركيز منخفض من أكسيد الحديد الأسود. تزيد درجات تركيز المغنتيت بشكل عام عن 70% من الحديد بالوزن وعادة ما تكون منخفضة الفوسفور والألومنيوم منخفض وتيتانيوم منخفض وسيليكا منخفضة وتتطلب سعرًا ممتازًا.

### الهيماتيت
نظرًا لارتفاع كثافة الهيماتيت بالنسبة إلى الشوائب السيليكات المصاحبة، فإن إثراء الهيماتيت عادة ما يتضمن مجموعة من تقنيات الإثراء.
تعتمد إحدى الطرق على تمرير خام مسحوق ناعم فوق طين يحتوي على أكسيد الحديد الأسود أو عامل آخر مثل الفروسيليكون مما يزيد كثافته. عندما يتم معايرة كثافة الملاط بشكل صحيح، سوف يغوص الهيماتيت وتطفو شظايا معدن السيليكات ويمكن إزالتها.

## المنتجون

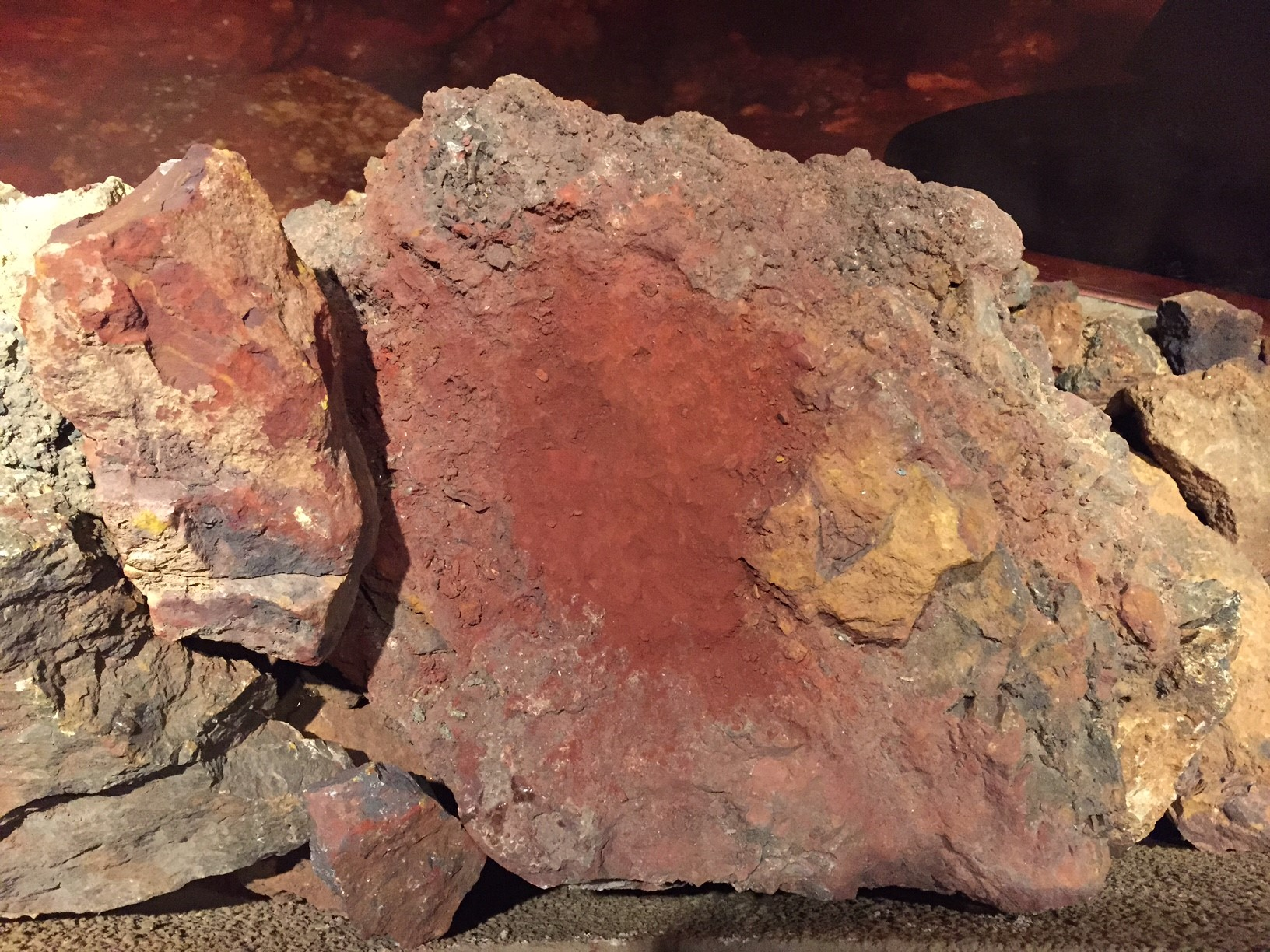
خام الحديد من الأردن، القطعة محفوظة في متحف الأردن

قائمة الدول حسب إنتاج خام الحديد استنادًا إلى بيانات المسح الجيولوجي الأمريكية.
| مرتبة | بلد                        | إنتاج خام الحديد القابل للاستخدام (ألف طن) | عام  |
| ----- | -------------------------- | ------------------------------------------ | ---- |
|       | العالمية                   | 2500000                                    | 2019 |
| 1     | أستراليا                   | 930,000                                    | 2019 |
| 2     | البرازيل                   | 480,000                                    | 2019 |
| 3     | الصين                      | 350.000                                    | 2019 |
| 4     | الهند                      | 210,000                                    | 2019 |
| 5     | روسيا                      | 99000                                      | 2019 |
| 6     | جنوب أفريقيا               | 77000                                      | 2019 |
| 7     | أوكرانيا                   | 62000                                      | 2019 |
| 8     | كندا                       | 54000                                      | 2019 |
| 9     | الولايات المتحدة الأمريكية | 48000                                      | 2019 |
| 10    | كازاخستان                  | 43000                                      | 2019 |
| 11    | إيران                      | 38000                                      | 2019 |
| 12    | السويد                     | 37000                                      | 2019 |
| 13    | المكسيك                    | 23000                                      | 2019 |
| 14    | بيرو                       | 15000                                      | 2019 |
| 15    | تشيلي                      | 14000                                      | 2019 |
| 16    | موريتانيا                  | 13300                                      | 2017 |
| 17    | فنزويلا                    | 12000                                      | 2017 |
| 18    | فيتنام                     | 9570                                       | 2017 |
| 19    | منغوليا                    | 7695                                       | 2017 |
| 20    | ديك رومي                   | 6700                                       | 2017 |
| 21    | كوريا الشمالية             | 5,250                                      | 2017 |
| 22    | سيرا ليون                  | 4,720                                      | 2017 |
| 23    | ماليزيا                    | 3920                                       | 2017 |
| 24    | نيوزيلندا                  | 3,490                                      | 2017 |
| 25    | النمسا                     | 2800                                       | 2017 |
| 26    | اليونان                    | 2,284                                      | 2017 |
| 27    | ليبيريا                    | 1,930                                      | 2017 |
| 28    | البوسنة والهرسك            | 1,622                                      | 2017 |
| 29    | كولومبيا                   | 715                                        | 2017 |
| 30    | الجزائر                    | 600                                        | 2017 |
| 31    | باكستان                    | 547                                        | 2017 |
| 32    | مصر                        | 500                                        | 2017 |
| 33    | كوريا الجنوبية             | 310                                        | 2017 |
| 34    | تونس                       | 200                                        | 2017 |
| 35    | لاوس                       | 110                                        | 2017 |
| 36    | توجو                       | 60                                         | 2017 |
| 37    | بوتان                      | 28                                         | 2017 |
| 38    | المغرب                     | 15                                         | 2017 |

هذه قائمة بالدول حسب إنتاج الحديد الخام.
| مرتبة | بلد                        | 1980      | 2013 | 2015  |
| ----- | -------------------------- | --------- | ---- | ----- |
|       | العالمية                   | 506       | 1168 | 1,180 |
| 1     | الصين                      | 38        | 709  | 710   |
| 2     | اليابان                    | 87        | 84   | 84    |
| 3     | الهند                      | 85        | 50   | 54    |
| 4     | روسيا                      | غير متوفر | 50   | 51    |
| 5     | كوريا الجنوبية             | 5.6       | 41   | 47    |
| 6     | البرازيل                   | 13        | 26   | 30    |
| 7     | ألمانيا                    | 36        | 27   | 28    |
| 8     | الولايات المتحدة الأمريكية | 62        | 30   | 26    |
| 9     | أوكرانيا                   | غير متوفر | 29   | 25    |
| 10    | المملكة المتحدة            | 6.2       | 9.4  | 9     |
|       | بلدان اخرى                 | 246       | 91   | 101   |

هذه قائمة لمنتجي تراب الحديد (بحسب خدمة الجيولوجيا الأمريكية US Geologic Survey)
| الدولة           | الإنتاج بملايين الأطنان المترية (سنة 2006) |
| ---------------- | ------------------------------------------ |
| الصين            | 520                                        |
| أستراليا         | 270                                        |
| البرازيل         | 250                                        |
| الهند            | 150                                        |
| روسيا            | 105                                        |
| أكرانيا          | 73                                         |
| الولايات المتحدة | 54                                         |
| جنوب أفريقيا     | 40                                         |
| إيران            | 35                                         |
| كندا             | 33                                         |
| السودان          | 24                                         |
| فنزويلا          | 20                                         |
| كازاخستان        | 15                                         |
| موريتانيا        | 11                                         |
| دول أخرى         | 43                                         |
| المجموع          | 1690                                       |

## أنواع خامات الحديد
- الهيماتيتhématite:

وهو عبارة عن اكسيد الحديد Fe2O3 الذي يحتوي على نسبة 70% من الحديد. ويوجد في ألوان متعددة تتراوح ما بين الأحمر إلى اللون الرمادي أو الأسود - حسب ما يوجد به من شوائب - ويوجد في احجام مختلفة ما بين كتل ضخمة إلى مسحوق.
- الماجينيت:magénite

خام الحديد، رمزه الكيميائي Fe3O4و يحتوي على نسبة 72,4%من الحديد، لونه أسود ذو بريق ولمعان كما يعد من أنقى خامات الحديد وهو ذو مغناطيسية عالية.
- الليمونيت:

خام الحديد، رمزه الكيميائي 2Fe2O3H2O حيث يحتوي على نسبة تتراوح بين 40% إلى 50% من الحديد ونسبة 10% من الماء. يميل لونه إلى الأصفر البني أو يكون مخططا باللون الأحمر.

## كيفية إنتاج الحديد

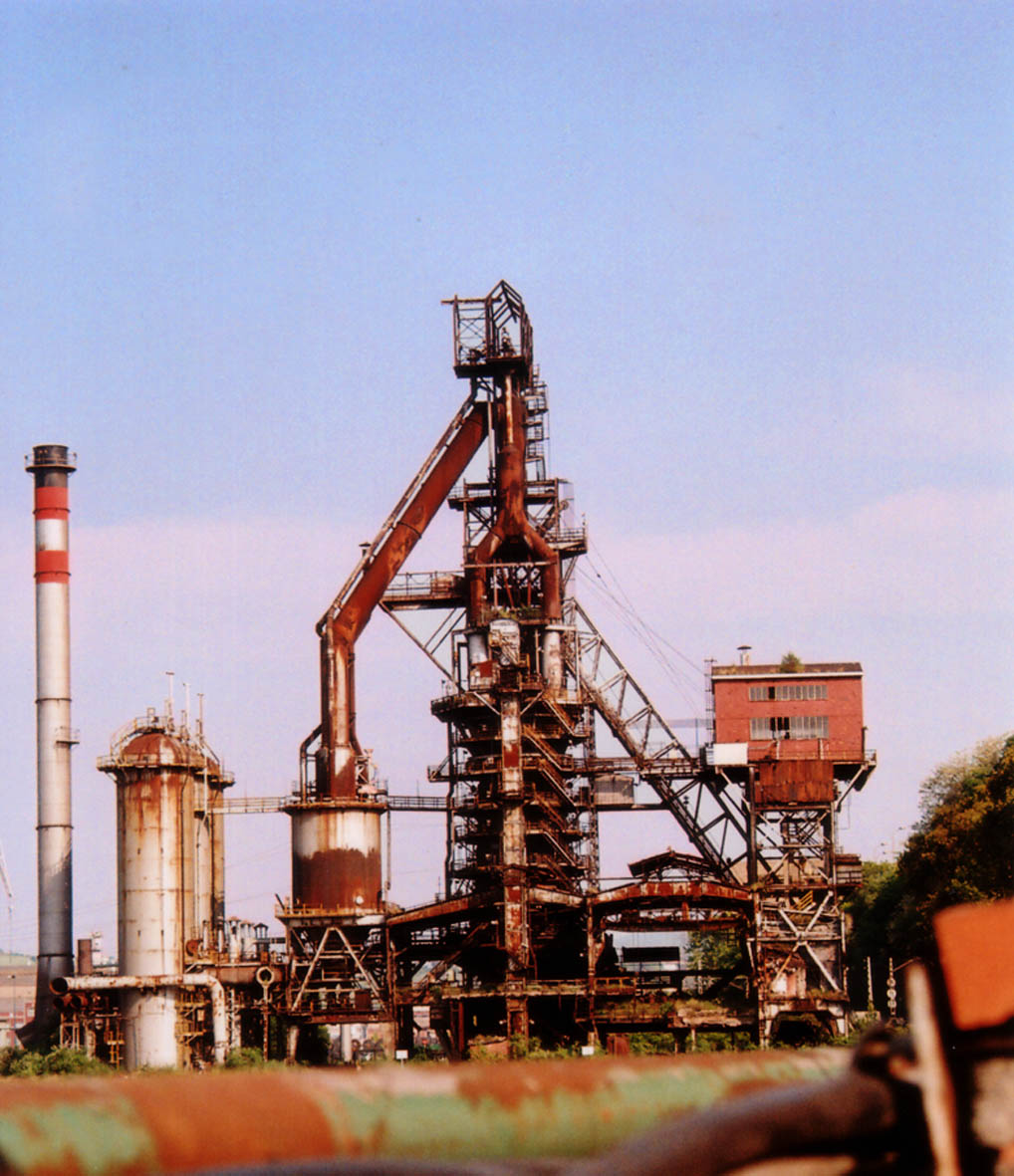
الفرن العالي

تتم صناعة الحديد باستخدام:

### طريقة الفرن العالي
- يدخل تيار من الهواء الساخن عبر انابيب النفخ الواقعة اسفله حيث يتفاعل الأكسجين مع الفحم الحجري (الكوك) مكونا أول أكسيد الكربون CO.
- صعود غاز ساخن عبر شقوق الكوك فيتم اختزال أكاسيد الحديد، ويتحول أول أكسيد الكربون أثناء اختزال أكاسيد الحديد إلى ثاني أكسيد الكربون.
- يغادر الغاز قمة الفرن من المنافذ المتواجدة أعلاه.
- يسيل الحديد المصهور والخبث عبر طبقة الكوك نحو الموقد.

#### نواتج الفرن العالي
- الخبث: يحتوي الخبث على كميات قليلة من أكاسيد الحديد، رماد الفحم حيث يستعمل في رصف الطرق وفي صناعة الاسمنت.
- الغازات: تنتج هاته الغازات بمعدل 4000م/طن.
- حديد التمساح: يحتوي على 5% من الكربون وعلى 93% من الحديد، ولهذا يكون هشا، لا يتحمل الطرق. ولكن بإعادة صهره تتم صناعة حديد الزهر.

### إنتاج الحديد بالاختزال المباشر
لقد حدد تعبير «الاختزال المباشر» في الوقت الحالي بانه أسلوب اختزال أكاسيد الحديد لإنتاج الحديد منها باستعمال الغازات المختلفة كوسط مختزل وتتم هذه العملية عند درجة حرارة اقل من درجة حرارة الانصهار، حيث تكون درجة الحرارة بين c°800الى c°900.
وكان يعرف الحديد الناتج من هذه العملية باسم الحديد الاسفنجي ومع نهاية الثمانينات من القرن العشرين وصل إنتاج حديد الاختزال المباشر إلى حوالي 50مليون طن/سنة. ويمكن القول بان العوامل المساعدة على زيادة إنتاج حديد الاختزال ترجع إلى مميزات هذا الأسلوب.

#### مميزات الاختزال المباشر
تمتاز هذه الطريقة في إنتاج الحديد بمزايا عديدة ومن هذه المزايا التي ساعدت على ازدهار ونمو هذه الطريقة وخاصة في الدول النامية ما ياتي:
- لا تحتاج هذه الطريقة إلى الكوك وهذا بدوره أدى إلى كثير من المزايا هي:

1. تقليل مخاطر اعتماد الصناعة على مادة خام غالية الثمن وغير متوافرة.
2. عدم توافر الفحم الحجري المناسب لصناعة الكوك في الدول العربية.
3. ترتبط بصناعة الكوك مشكلات عديدة وخاصة ما يتصل بتلوث البيئة.

- إمكانية إنشاء وحدات ذات طاقة إنتاجية صغيرة تكون تكلفة انشائها اقل بكثير من الافران العالية.
- هذه التقنية بسيطة وحديثة الدول النامية يسهل استيعابها واستخدامها.
- تتوافر في كثير من الدول مصادر الطاقة المطلوبة وعلى وجه التحديد الغاز الطبيعي.
- لا تحتاج إلى فترة طويلة لإنشاء الفرن العالي.
- الحديد المنتج من هذه العملية خال من الكربون بينما حديد التمساح الناتج من الفرن العالي يحتوي تقريبا على 4% كربون.

### إنتاج الحديد بالصهر
لقد ظهرت طرق بديلة لإنتاج الحديد، وبعض هذه العمليات تنتج الفولاذ مباشرة في خطوة واحدة بدلا من إنتاج الحديد الزهر ثم تنقيته لإنتاج الفولاذ.
وأهم هذه الطرق ما يعرف باسم الصهر، والاختلاف الأساسي بين الاختزال المباشر والصهر ان الناتج في الحالة الثانية يكون سائلا، بينما في الأولى ينتج الحديد في صورة جامدة. وتتم هاته العملية في فرن الصهر أو قد يكون الصهر والاختزال باستخدام البلازما.
- الاختزال وصهر البلازما:

يتضح من خلال الاسم ان هذه العملية تستخدم البلازما الناتجة عن تأين الغازات عند درجة حرارة حوالي 3000 °C ويحدث الصهر والاختزال البلازمي على مرحلتين:
- - يتم في الخطوة الأولى اختزال خام الحديد جزئيا بنسبة ما بين 50%إلى 60%في غرفتين مكونتين مهدا مميعا، قبل أن يتم خلطها مع الفحم والحجر الجيري ويتحقق ذلك من خلال مولد البلازما في صورة فرن اسطواني مملوء بالكوك.
  - ويتم في الخطوة الثانية الاختزال النهائي والصهر. وهي وحدة الفرن الاسطواني وهو يشبه إلى حد كبير الاختزال في الفرن العالي. والفرق الأساسي هو وجود مولد البلازما الذي يعمل على تأين الغازات بالقرب من القصبات.
- طريقة ارند (Irned):

وتعتبر الطريقة الثانية الحديثة لإنتاج الحديد ثم الفولاذ في المفاعل نفسه بدون الحاجة إلى نقل الحديد المنتج إلى مفاعل آخر. والوقود الأولي فيه هو الفحم وإنتاج الفولاذ من خام الحديد تتم في عمليتين متتاليتين مختلفتين: حيث يجري العمل بحقن حبيبات خام الحديد الناعم عن قمة الفرن بالإضافة إلى نشارة الفحم، والحجرالجيري والأكسجين ويؤدي ذلك إلى الصهر الومضي مع اختزال جزئي لخام الحديد الذي يكون في صورة معلقة مع بقية الشحنة. ثم يلي ذلك صهر واختزال كلي للخام في الجزء الأسفل من المفاعل.
والاضافات الجديدة في هذه الطريقة لإنتاج الفولاذهي:
1. استخدام فرن واحد بدلا من فرنين وانجاز العمل بدون الحاجة إلى نقل منتجات المرحلة الأولى المفاعلات المرحة التالية.
2. استخدام الطاقة بطريقة مثالية حيث ان الحرارة الزائدة المنطلقة من احتراق الفحم في القطاع العلوي يستفاد بها في توليد الطاقة الكهربائية يستخدم لإنتاج الفولاذ في الجزء الأسفل.

## الإنتاج والإستهلاك
| دولة             | إنتاج |
| ---------------- | ----- |
| أستراليا         | 817   |
| البرازيل         | 397   |
| الصين            | 375   |
| الهند            | 156   |
| روسيا            | 101   |
| جنوب أفريقيا     | 73    |
| أوكرانيا         | 67    |
| الولايات المتحدة | 46    |
| كندا             | 46    |
| إيران            | 27    |
| السويد           | 25    |
| كازاخستان        | 21    |
| بلدان اخرى       | 132   |
| مجموع العالم     | 2,280 |

تطور درجة خام الحديد المستخرج في دول مختلفة (كندا، الصين، أستراليا، البرازيل، الولايات المتحدة، السويد، الاتحاد السوفياتي وروسيا، العالم). يرجع الانخفاض الأخير في درجة الخام العالمية إلى الاستهلاك الكبير للخامات الصينية منخفضة الجودة. تمت ترقية الخام الأمريكي بين 61% إلى 64% قبل بيعه.

الحديد هو المعدن الأكثر استخدامًا في العالم - الصلب، والذي يعتبر خام الحديد المكون الرئيسي منه، ويمثل ما يقرب من 95% من جميع المعادن المستخدمة سنويًا.  يتم استخدامه بشكل أساسي في الهياكل والسفن والسيارات والآلات.
الصخور الغنية بالحديد شائعة في جميع أنحاء العالم، ولكن عمليات التعدين التجاري من الدرجة الخام تهيمن عليها البلدان المدرجة في الجدول جانبًا. العائق الرئيسي أمام اقتصاديات رواسب خام الحديد ليس بالضرورة درجة أو حجم الرواسب، لأنه ليس من الصعب بشكل خاص إثبات وجود كمية كافية من الصخور جيولوجيًا. يتمثل العائق الرئيسي في موضع خام الحديد بالنسبة للسوق، وتكلفة البنية التحتية للسكك الحديدية لإيصاله إلى السوق، وتكلفة الطاقة المطلوبة للقيام بذلك.
يعد تعدين خام الحديد عملاً ذا حجم كبير ومنخفض هامش الربح، حيث أن قيمة الحديد أقل بكثير من المعادن الأساسية. وهي كثيفة رأس المال وتتطلب استثمارات كبيرة في البنية التحتية مثل السكك الحديدية من أجل نقل الخام من المنجم إلى سفينة الشحن. لهذه الأسباب، يتركز إنتاج خام الحديد في أيدي عدد قليل من اللاعبين الرئيسيين.
يبلغ متوسط الإنتاج العالمي ملياري طن متري من خام الخام سنويا. أكبر منتج في العالم لصح الحديد هو مؤسسة التعدين البرازيلية Vale تليها شركات أنجلو-أسترالية Group Rio Tinto ثم BHP. وقد ساعد المزود الأسترالي الآخر، مجموعة المعادن فورتسك Ltd، على تحقيق إنتاج أستراليا لأول مرة في العالم.
بلغت التجارة البحرية في خام الحديد - أي خام الحديد الذي سيتم شحنه إلى بلدان أخرى - 849 مليون طن في عام 2004.  تهيمن أستراليا والبرازيل على التجارة المنقولة بحراً، بنسبة 72% من السوق. تسيطر BHP و Rio و Vale على 66% من هذا السوق فيما بينها.
في أستراليا يتم الحصول على خام الحديد من ثلاثة مصادر رئيسية: البيزوليت «قناة رواسب الحديد» الخام المشتق من التآكل الميكانيكي لتكوينات الحديد النطاقات الأولية والمتراكم في القنوات الغرينية مثل باناوونيكا، أستراليا الغربية؛ والخامات ذات الصلة المعدلة ميتاسوماتيكي السائدة تشكيل الحديد النطاقات مثل في نيومان، نطاق تشيتشيستر، سلسلة هامرسلي وكوليانوبينج، أستراليا الغربية. ظهرت أنواع أخرى من الخام في المقدمة مؤخرًا، مثل أغطية صلبة حديدية مؤكسدة، على سبيل المثال اللاتيريت رواسب خام الحديد بالقرب من بحيرة أرجيل في غرب أستراليا.
يبلغ إجمالي الاحتياطيات القابلة للاسترداد من خام الحديد في الهند حوالي 9,602 مليون طن من الهيماتيت و 3,408 مليون طن من أكسيد الحديد الأسود. تشاتيسغار، مدهيا برديش، كارناتاكا، جهارخاند، أوديشا، غوا، ماهاراشترا، أندرا برديش، ولاية كيرلا، راجستان وتاميل نادو هم المنتجون الهنديون الرئيسيون لخام الحديد. ينمو الاستهلاك العالمي لخام الحديد بنسبة 10% سنويًا في المتوسط مع المستهلكين الرئيسيين وهم الصين واليابان وكوريا والولايات المتحدة والاتحاد الأوروبي.
تعد الصين حاليًا أكبر مستهلك لخام الحديد، وهو ما يُترجم إلى أن يكون أكبر دولة منتجة للصلب في العالم. كما أنها أكبر مستورد، حيث اشترت 52% من التجارة البحرية في خام الحديد في عام 2004. تليها اليابان وكوريا، اللتان تستهلكان كمية كبيرة من خام الحديد الخام والفحم المعدني. في عام 2006، أنتجت الصين 588 مليون طن من خام الحديد، بمعدل نمو سنوي قدره 38%.

### سوق خام الحديد
على مدى السنوات الأربعين الماضية، تم تحديد أسعار خام الحديد في مفاوضات مغلقة بين حفنة صغيرة من عمال المناجم وصناع الصلب الذين يهيمنون على الأسواق الفورية والعقود. تقليديا، تحدد الصفقة الأولى التي تم التوصل إليها بين هاتين المجموعتين معيارًا يجب اتباعه من قبل بقية الصناعة.
ومع ذلك، في السنوات الأخيرة، بدأ هذا النظام المعياري في الانهيار، حيث دعا المشاركون على طول سلاسل العرض والطلب إلى التحول إلى التسعير قصير الأجل. بالنظر إلى أن معظم السلع الأخرى لديها بالفعل نظام تسعير ناضج قائم على السوق، فمن الطبيعي لخام الحديد أن يحذو حذوها. للإجابة على طلبات السوق المتزايدة لتسعير أكثر شفافية، قدم عدد من البورصات المالية / أو غرف المقاصة حول العالم مقايضة خام الحديد.  تقدم مجموعة CME و SGX (بورصة سنغافورة) و London Clearing House (LCH.Clearnet) و NOS Group و ICEX (بورصة السلع الهندية) مقايضات مقاصة استنادًا إلى بيانات معاملات خام الحديد الخاصة بمؤشر الصلب (TSI).  تقدم بورصة شيكاغو التجارية أيضًا مقايضة مبنية على بلاتس، بالإضافة إلى مقاصة مبادلة TSI.  تقدم ICE (Intercontinental Exchange) خدمة المقاصة المبنية على أساس Platts أيضًا.  نما سوق المقايضات بسرعة، مع تجمع السيولة حول تسعير TSI.
كان التطور الجديد نسبيًا أيضًا هو إدخال خيارات خام الحديد، بالإضافة إلى المقايضات. كانت مجموعة CME هي المكان الأكثر استخدامًا لتصفية الخيارات المكتوبة ضد TSI، مع اهتمام مفتوح بأكثر من 12000 عقد في أغسطس 2012.
أطلقت بورصة سنغافورة التجارية (SMX) أول عقد عالمي آجل لخام الحديد، استنادًا إلى نشرة المعادن مؤشر ركاز الحديد (MBIOI) الذي يستخدم بيانات الأسعار اليومية من مجموعة واسعة من المشاركين في الصناعة والمستقلين قاعدة اتصالات شركة Shanghai Steelhome للاستشارات والصلب الصينية على نطاق واسع لمنتجي الصلب وتجار خام الحديد في جميع أنحاء الصين. شهد العقد الآجل أحجامًا شهرية تزيد عن 1.5 مليون طن بعد ثمانية أشهر من التداول.
تأتي هذه الخطوة في أعقاب التحول إلى التسعير الفصلي المستند إلى المؤشر من قبل أكبر ثلاث شركات في العالم لتعدين خام الحديد - Vale وRio Tinto وBHP - في أوائل عام 2010، مما كسر تقليد 40 عامًا من التسعير السنوي القياسي.

## وفرة حسب البلد

### موارد خام الحديد المتوفرة في العالم
الحديد هو العنصر الأكثر وفرة على وجه الأرض ولكن ليس في القشرة. مدى احتياطيات خام الحديد التي يمكن الوصول إليها غير معروف، على الرغم من أن Lester Brown من Worldwatch Institute اقترح في عام 2006 أن خام الحديد يمكن أن ينفد في غضون 64 عامًا (أي بحلول عام 2070)، بناءً على نمو الطلب بنسبة 2% سنويًا.

### أستراليا
تشير تقديرات Geoscience Australia إلى أن «الموارد الاقتصادية المثبتة» للبلاد من الحديد تبلغ حاليًا 24 جيجا طن، أو 24 مليار طن. يبلغ معدل الإنتاج الحالي من منطقة بيلبارا في أستراليا الغربية ما يقرب من 430 مليون طن سنويًا وهي في ازدياد. يتوقع جافين مود (جامعة RMIT) وجوناثون لو (CSIRO) أن تختفي خلال 30-50 عامًا و 56 عامًا على التوالي.تتطلب تقديرات عام 2010 مراجعة مستمرة لمراعاة تحول الطلب على خام الحديد منخفض الدرجة وتحسين تقنيات التعدين والاسترداد (السماح بالتعدين على عمق أكبر تحت منسوب المياه الجوفية).
لا تزال التوترات عالية بين الإدارة والنقابات العمالية.

#### إيداع Pilbara
في عام 2011، أعلنت شركات تعدين خام الحديد الرائدة في بيلبارا - ريو تينتو، بي إتش بي وفورتسكو ميتالز جروب (FMG) - عن استثمارات رأسمالية كبيرة في تطوير المناجم الحالية والجديدة والبنية التحتية المرتبطة بها (السكك الحديدية والموانئ). بشكل جماعي، سيصل هذا إلى إنتاج 1,000 مليون طن سنويًا (Mt / y) بحلول عام 2020. من الناحية العملية، سيتطلب ذلك مضاعفة الطاقة الإنتاجية من التيار مستوى الإنتاج من 470 مليون طن / سنة إلى 1000 مليون طن / سنة (بزيادة 530 مليون طن / سنة). تستند هذه الأرقام على التيار[ متى؟ ]معدلات إنتاج ريو 300 مليون طن في السنة، 240 مليون طن في السنة، FMG 55 مليون طن في السنة وغيرها من 15 مليون طن في السنة، تتزايد إلى ريو 360 مليون طن في السنة، BHP 356 مليون طن في السنة، FMG 155 مليون طن في السنة وغيرها 140 مليون طن في السنة y (الأخير 140 مليون طن في السنة يعتمد على الإنتاج المخطط من الداخلين الجدد في الصناعة إلى هانكوك وأطلس وبروكمان عبر بورت هيدلاند و API وغيرها من خلال ميناء أنتيل المقترح). في مارس 2014، افتتحت Fortescue رسميًا مشروعها الذي تبلغ طاقته الإنتاجية 40 مليون طن سنويًا (mtpa) في Kings Valley، مما يمثل الانتهاء من توسعة تبلغ 9.2 مليار دولار أمريكي زادت من قدرتها الإنتاجية إلى 155 مليون طن سنويًا. شمل التوسع بناء الحقول الخضراء Solomon Hub في Hamersley Ranges، وهي واحدة من أكبر مشاريع خام الحديد في العالم التي تضم Kings Valley ومنجم Firetail القريب 20 mtpa ؛ توسعة منجم كريسماس كريك إلى 50 مليون طن سنويًا ؛ والتوسعات الرئيسية لموانئ Fortescue العالمية ومرافق السكك الحديدية.
يتطلب معدل إنتاج يبلغ 1000 مليون طن سنويًا زيادة كبيرة في الإنتاج من المناجم الحالية وفتح عدد كبير من المناجم الجديدة. علاوة على ذلك، ستكون هناك حاجة أيضًا إلى زيادة كبيرة في قدرة البنية التحتية للسكك الحديدية والموانئ. على سبيل المثال، ستكون شركة ريو مطالبة بتوسيع عملياتها في الموانئ في دامبير وكيب لامبرت بمقدار 140 مليون طن في السنة (من 220 مليون طن في السنة إلى 360 مليون طن في السنة). ستكون BHP مطلوبة لتوسيع عمليات ميناء Port Hedland بمقدار 180 مليون طن في السنة (من 180 مليون طن في السنة إلى 360 مليون طن في السنة). ستكون شركة FMG مطلوبة لتوسيع عملياتها في الموانئ في Port Hedland بمقدار 100 مليون طن في السنة (من 55 مليون طن في السنة إلى 155 مليون طن في السنة). ويمثل ذلك زيادة قدرها 420 مليون طن سنويًا في سعة الموانئ من قبل الشركات الثلاث الكبرى ريو، و BHP، و FMG وحوالي 110 مليون طن سنويًا من المنتجين غير الرئيسيين. بناءً على قاعدة التجربة البالغة 50 مليون طن / سنة لكل شاحنة قلابة، ستكون سعة السكك الحديدية الجديدة مطلوبة أيضًا. استنادًا إلى قاعدة الإبهام البالغة 100 مليون طن في السنة لكل خط سكة حديد، فإن زيادة الإنتاج بحوالي 500 مليون طن في السنة تتطلب خمسة خطوط سكة حديد فردية جديدة. أحد السيناريوهات هو خط سكة حديد إضافي لجميع التخصصات: BHP (من مسار مزدوج إلى ثلاثي)، وريو (مسار مزدوج إلى ثلاثي)، و FMG (مسار فردي إلى مزدوج) وخطان جديدان على الأقل. Hancock Prospecting لديها مؤخرًا بدأت الإنتاج من منجم ركاز الحديد روي هيل الواقع شمال نيومان. تضمن هذا المشروع تطوير رواسب روي هيل، وإنشاء خط سكة حديد بطول 344 كم ومنشأة ميناء بإنتاجية سنوية تبلغ 55 مليون طن وريال قطري وطني لخدمة المنتجين غير الرئيسيين، اعتبارًا من ديسمبر 2015 بسبب انخفاض سعر خام الحديد تم تعليق هذه الخطط إلى أجل غير مسمى.
يحتاج معدل الإنتاج 1000 مليون طن سنويًا إلى مزيد من الدراسة من قبل المؤيدين والحكومة. تشمل المجالات التي تحتاج إلى مزيد من الدراسة مساحة ميناء جديدة في Anketell لخدمة مناجم West Pilbara، والنمو في Port Hedland (أعلنت BHP عن تطوير ميناء خارجي في Port Hedland)، وترشيد السكك الحديدية ومتطلبات الموافقة التنظيمية لفتح وصيانة الاضطرابات الأرضية البصمة التي تدعم 1000 مليون طن / سنة من الإنتاج بما في ذلك، من بين أمور أخرى، ملكية السكان الأصليين وتراث السكان الأصليين ونتائج حماية البيئة.

### الولايات المتحدة الأمريكية
في عام 2014، أنتجت المناجم في الولايات المتحدة 57.5 مليون طن متري من خام الحديد بقيمة تقدر بـ 5.1 مليار دولار. تعدين الحديد في الولايات المتحدة يمثل 2% من إخراج خام الحديد في العالم. في الولايات المتحدة، هناك مناجم خام حديدية ذات 12 من الألغام التي تحتوي على تسعة مناجم حفرة مفتوحة وثلاثة عمليات استصلاح. كانت هناك أيضا عشرة نباتات كريات، تسعة مصانع تركيز، ومصانعان حديدين من الحديد المباشر ومصنع نغمات حديد واحد يعملان في عام 2014. في الولايات المتحدة، يقع معظم تعدين خام الحديد في نطاقات الحديد حول بحيرة سوبيريور. نطاقات الحديد هذه تحدث في ولاية مينيسوتا Michigan التي شكلت مجتمعة 93 % من خام الحديد القابل للاستخدام المنتج في الولايات المتحدة في عام 2014. توجد سبعة من المناجم المفتوحة التسعة العاملة في الولايات المتحدة في مينيسوتا بالإضافة إلى اثنين من عمليات استصلاح المخلفات الثلاثة. يقع المنجمان النشطان الآخران في حفرة مكشوفة في ميشيغان، وفي عام 2016 تم إغلاق أحد المنجمين. وكانت هناك أيضا مناجم خام الحديد في ولاية يوتا وألاباما. ومع ذلك، تم إغلاق آخر منجم لخام الحديد في ولاية يوتا في عام 2014 وتم إغلاق آخر منجم لخام الحديد في ولاية ألاباما في 1975.

### كندا
في عام 2017، أنتجت مناجم خام الحديد الكندية 49 مليون طن من خام الحديد في كريات مركزة و 13.6 مليون طن من الصلب الخام. ومن بين 13.6 مليون طن تم تصدير 7 ملايين طن، وتم تصدير 43.1 مليون طن من خام الحديد بقيمة 4.6 مليار دولار. من خام الحديد المصدّر 38.5% من الحجم عبارة عن كريات خام الحديد بقيمة 2.3 مليار دولار و 61.5% من خام الحديد المركز بقيمة 2.3 مليار دولار. تأتي غالبية خام الحديد الكندي من منجم نهر ماري، نونافوت ومن شيفيرفيل، كيبيك.

### البرازيل
البرازيل هي ثاني أكبر منتج لخام الحديد وأستراليا هي الأكبر. في عام 2015 صدرت البرازيل 397 مليون طن من خام الحديد القابل للاستخدام. في ديسمبر 2017، صدرت البرازيل 346,497 طنًا متريًا من خام الحديد ومن ديسمبر 2007 إلى مايو 2018 قاموا بتصدير متوسط شهري قدره 139,299 طنًا متريًا.

## صهر
تتكون خامات الحديد من الأكسجين وذرات الحديد مرتبطة ببعضها البعض في جزيئات. لتحويله إلى حديد معدني، يجب صهره أو إرساله من خلال عملية اختزال مباشر لإزالة الأكسجين. روابط الأكسجين والحديد قوية، ولإزالة الحديد من الأكسجين، يجب تقديم رابطة عنصرية أقوى لتلتصق بالأكسجين. يُستخدم الكربون لأن قوة رابطة الكربون والأكسجين أكبر من قوة الرابطة بين الحديد والأكسجين، في درجات الحرارة المرتفعة. وبالتالي، يجب سحق خام الحديد وخلطه مع فحم الكوك، ليتم حرقه في عملية الصهر.
أحادي أكسيد الكربون هو المكون الأساسي لنزع الأكسجين كيميائيًا من الحديد. وبالتالي، يجب الحفاظ على صهر الحديد والكربون في حالة (تقليل) نقص الأكسجين لتعزيز احتراق الكربون لإنتاج CO وليس CO2.
- انفجار الهواء والفحم (فحم الكوك): 2 C + O 2 → 2 CO
- أول أكسيد الكربون (CO) هو عامل الاختزال الرئيسي.
  - المرحلة الأولى: 3 Fe 2 O 3 + CO → 2 Fe 3 O 4 + CO 2
  - المرحلة الثانية: Fe 3 O 4 + CO → 3 FeO + CO 2
  - المرحلة الثالثة: FeO + CO → Fe + CO 2
- تكليس الحجر الجيري: CaCO 3 → CaO + CO 2
- يعمل الجير كتدفق: CaO + SiO 2 → CaSiO 3

### أثر العناصر
يمكن أن يكون لإدراج كميات صغيرة من بعض العناصر تأثيرات عميقة على الخصائص السلوكية لمجموعة من الحديد أو تشغيل المصهر. يمكن أن تكون هذه الآثار جيدة وسيئة، وبعضها سيئ بشكل كارثي. تتم إضافة بعض المواد الكيميائية عمدا مثل التدفق مما يجعل الفرن العالي أكثر كفاءة. تتم إضافة البعض الآخر لأنها تجعل المكواة أكثر مرونة أو أكثر صلابة أو تمنحها بعض الجودة الأخرى المرغوبة. يحدد اختيار الخام والوقود والتدفق كيف يتصرف الخبث والخصائص التشغيلية للحديد المنتج. من الناحية المثالية، يحتوي خام الحديد على الحديد والأكسجين فقط. في الواقع هذا نادرًا ما يحدث. عادة، يحتوي خام الحديد على مجموعة من العناصر التي غالبًا ما تكون غير مرغوب فيها في الفولاذ الحديث.

#### السيليكون
السيليكا (SiO
2) موجود دائمًا تقريبًا في خام الحديد. يتم التخلص من معظمها أثناء عملية الصهر. في درجات حرارة أعلى من 1300 درجة مئوية (2370 درجة فهرنهايت) سيتم تقليل بعضها وتشكيل سبيكة مع الحديد. كلما زادت سخونة الفرن، زاد وجود السيليكون في الحديد. ليس من غير المألوف العثور على ما يصل إلى 1.5% Si في الحديد الزهر الأوروبي من القرن السادس عشر إلى القرن الثامن عشر.
التأثير الرئيسي للسيليكون هو تعزيز تكوين الحديد الرمادي. الحديد الرمادي أقل هشاشة وأسهل في التشطيب من الحديد الأبيض. يفضل لأغراض الصب لهذا السبب. ذكر تيرنر (1900، ص 192 - 197) أن السيليكون يقلل أيضًا من الانكماش وتشكيل الثقوب، مما يقلل من عدد المسبوكات السيئة.

#### الفوسفور
للفوسفور (P) أربعة تأثيرات رئيسية على الحديد: زيادة الصلابة والقوة، وانخفاض درجة حرارة المواد الصلبة، وزيادة السيولة، وقصر البرودة. اعتمادًا على الاستخدام المخصص للحديد، تكون هذه التأثيرات إما جيدة أو سيئة. غالبًا ما يحتوي خام المستنقع على نسبة عالية من الفوسفور (جوردون 1996، ص 57).
تزداد قوة وصلابة الحديد مع زيادة تركيز الفوسفور. 0.05% من الفوسفور في الحديد المطاوع يجعلها صلبة مثل الفولاذ الكربوني المتوسط. يمكن أيضًا تقوية الحديد عالي الفوسفور بالطرق على البارد. يكون تأثير التصلب صحيحًا لأي تركيز للفوسفور. فكلما زاد الفسفور، أصبح الحديد أكثر صلابة وزادت قوته بالمطرقة. يمكن لصانعي الفولاذ الحديث زيادة الصلابة بنسبة تصل إلى 30%، دون التضحية بمقاومة الصدمات من خلال الحفاظ على مستويات الفوسفور بين 0.07 و 0.12%. كما أنه يزيد من عمق التصلب بسبب التبريد، ولكنه في نفس الوقت يقلل أيضًا من قابلية ذوبان الكربون في الحديد عند درجات الحرارة العالية. هذا من شأنه أن يقلل من فائدته في صنع الفولاذ المنفّط (تدعيم)، حيث تكون سرعة وكمية امتصاص الكربون هي الاعتبار الأول.
إضافة الفوسفور لها جانب سلبي. عند التركيزات الأعلى من 0.2% يصبح الحديد قصير البرودة بشكل متزايد أو هش في درجات الحرارة المنخفضة. قصير بارد مهم بشكل خاص لقضيب الحديد. على الرغم من أن حديد البار عادة ما يعمل ساخنًا، إلا أن استخداماته تتطلب غالبًا أن يكون صلبًا وقابلًا للانحناء ومقاومًا للصدمات في درجة حرارة الغرفة. إن كسر المسمار عند اصطدامه بمطرقة أو عجلة عربة تنكسر عندما اصطدم بحجر لن يُباع جيدًا. تركيزات عالية بدرجة كافية من الفوسفور تجعل أي حديد غير قابل للاستخدام (Rostoker & Bronson 1990، ص. 22). تتضخم آثار قصر البرودة حسب درجة الحرارة. وبالتالي، قد تصبح قطعة الحديد التي يمكن استخدامها بشكل مثالي في الصيف هشة للغاية في الشتاء. هناك بعض الأدلة على أنه خلال العصور الوسطى، ربما كان لدى الأثرياء سيف عالي الفوسفور في الصيف وسيف منخفض الفوسفور للشتاء (Rostoker & Bronson 1990، ص 22).
يمكن أن تكون المراقبة الدقيقة للفوسفور ذات فائدة كبيرة في عمليات الصب. يعمل الفوسفور على خفض درجة حرارة السائل، مما يسمح للحديد بالبقاء منصهرًا لفترة أطول ويزيد السيولة. يمكن أن تؤدي إضافة 1% إلى مضاعفة المسافة التي سيتدفق بها الحديد المنصهر (Rostoker & Bronson 1990، ص 22). يتم تحقيق التأثير الأقصى، حوالي 500 درجة مئوية، بتركيز 10.2% (Rostocker & Bronson 1990، ص 194). لعمل المسبك تيرنر شعرت أن الحديد المثالي يحتوي على 0.2 - 0.55% فسفور. يتم تعبئة قوالب الحديد الناتجة مع عدد أقل من الفراغات وتقليل تقلصها أيضًا. في القرن التاسع عشر، استخدم بعض منتجي الحديد الزهر المزخرف الحديد مع ما يصل إلى 5 % من الفوسفور. سمحت لهم السيولة الشديدة بصنع مصبوبات معقدة وحساسة للغاية. لكنهم لم يكونوا قادرين على تحمل الوزن، حيث لم يكن لديهم قوة (Turner 1900، ص 202-204).
هناك نوعان من العلاجات لحديد الفوسفور العالي.الأقدم والأسهل هو التجنب. إذا كان الحديد الذي أنتجه الخام قصيرًا، فسيبحث المرء عن مصدر جديد لخام الحديد. تتضمن الطريقة الثانية أكسدة الفوسفور أثناء عملية الزعنفة بإضافة أكسيد الحديد. عادة ما ترتبط هذه التقنية بالتلطيخ في القرن التاسع عشر، وربما لم يتم فهمها من قبل. على سبيل المثال، يبدو أن إسحاق زاني، مالك شركة مارلبورو لأعمال الحديد، لم يعرف عنها شيئًا في 1772. نظرًا لسمعة زين لمواكبة أحدث التطورات، وكانت هذه التقنية ربما غير معروفة للمصانع الحديد من ولاية فرجينيا وبنسلفانيا.
يعتبر الفوسفور ملوثًا ضارًا لأنه يجعل الفولاذ هشًا، حتى عند تركيزات أقل من 0.6%. لا يمكن إزالة الفوسفور بسهولة عن طريق الصهر أو الصهر، لذا يجب أن تكون خامات الحديد منخفضة بشكل عام في الفوسفور لتبدأ.

#### الألومنيوم
توجد كميات صغيرة من الألومنيوم (Al) في العديد من الخامات بما في ذلك خام الحديد والرمل وبعض الحجر الجيري. يمكن إزالة الأول عن طريق غسل الخام قبل الصهر.حتى إدخال الأفران المبطنة بالطوب، كانت كمية التلوث بالألمنيوم صغيرة بما يكفي بحيث لم يكن لها تأثير على الحديد أو الخبث. ومع ذلك، عندما بدأ استخدام الطوب في المواقد وداخل الأفران العالية، زادت كمية تلوث الألومنيوم بشكل كبير. كان هذا بسبب تآكل بطانة الفرن بواسطة الخبث السائل.
يصعب تقليل الألمنيوم. ونتيجة لذلك، فإن تلوث الحديد بالألمنيوم ليس مشكلة. ومع ذلك، فإنه يزيد من لزوجة الخبث (Kato & Minowa 1969، p. 37 and Rosenqvist 1983، p. 311). سيكون لهذا عدد من الآثار السلبية على تشغيل الفرن. سوف يؤدي الخبث السميك إلى إبطاء نزول الشحنة، مما يؤدي إلى إطالة العملية. سيجعل الألمنيوم العالي أيضًا من الصعب الاستفادة من الخبث السائل. في أقصى درجات هذا يمكن أن يؤدي إلى فرن متجمد.
هناك عدد من الحلول لخبث الألمنيوم العالي. الأول هو التجنب. لا تستخدم مصدر خام أو جير يحتوي على نسبة عالية من الألومنيوم. تؤدي زيادة نسبة تدفق الجير إلى تقليل اللزوجة (Rosenqvist 1983، ص 311).

#### الكبريت
الكبريت (S) هو ملوث متكرر في الفحم. كما أنه موجود بكميات صغيرة في العديد من الخامات، ولكن يمكن إزالته عن طريق التكليس. يذوب الكبريت بسهولة في كل من الحديد السائل والصلب في درجات الحرارة الموجودة في صهر الحديد. آثار حتى كميات صغيرة من الكبريت فورية وخطيرة. كانوا من أوائل من عملوا بواسطة صانعي الحديد.يتسبب الكبريت في جعل الحديد أحمرًا أو ساخنًا قصيرًا (جوردون 1996، ص 7).
الحديد القصير الساخن هش عندما يكون ساخنًا. كانت هذه مشكلة خطيرة لأن معظم الحديد المستخدم خلال القرنين السابع عشر والثامن عشر كان عبارة عن حديد أو حديد مشغول. يتم تشكيل الحديد المطاوع عن طريق الضربات المتكررة بمطرقة وهو ساخن. سوف تتكسر قطعة من الحديد القصير الساخن إذا عملت بمطرقة. عندما تتصدع قطعة من الحديد أو الفولاذ الساخن، يتأكسد السطح المكشوف على الفور. هذه الطبقة من الأكسيد تمنع إصلاح الكراك باللحام. تتسبب الشقوق الكبيرة في تكسير الحديد أو الفولاذ. يمكن أن تتسبب الشقوق الأصغر في فشل الكائن أثناء الاستخدام. تتناسب درجة الحرارة المرتفعة بشكل مباشر مع كمية الكبريت الموجودة. اليوم يتم تجنب الحديد الذي يحتوي على أكثر من 0.03% من الكبريت.
يمكن عمل الحديد القصير الساخن، ولكن يجب أن يعمل في درجات حرارة منخفضة. يتطلب العمل في درجات حرارة منخفضة مزيدًا من الجهد البدني من الحداد أو المسامح. يجب ضرب المعدن مرات أكثر وبصعوبة لتحقيق نفس النتيجة. يمكن عمل شريط ملوث بالكبريت بشكل معتدل، ولكنه يتطلب الكثير من الوقت والجهد.
في الحديد الزهر الكبريت يعزز تكوين الحديد الأبيض. ما يصل إلى 0.5% يمكن أن يقاوم تأثيرات التبريد البطيء والمحتوى العالي من السيليكون (Rostoker & Bronson 1990، ص 21). الحديد الزهر الأبيض أكثر هشاشة، ولكنه أكثر صلابة أيضًا. يتم تجنبه بشكل عام، لأنه من الصعب العمل، باستثناء الصين حيث تم استخدام الحديد الزهر عالي الكبريت، وبعضها يصل إلى 0.57 %، المصنوع من الفحم وفحم الكوك، في صنع الأجراس والأجراس (Rostoker، Bronson & Dvorak 1984، p 760). وفقًا لـ Turner (1900، pp. 200)، يجب أن يحتوي حديد السبك الجيد على أقل من 0.15% كبريت. في بقية أنحاء العالم، يمكن استخدام الحديد الزهر عالي الكبريت في صناعة المسبوكات، ولكنه يجعل الحديد المطاوع سيئًا.
هناك عدد من العلاجات للتلوث بالكبريت. الأول، والأكثر استخدامًا في العمليات التاريخية وما قبل التاريخ، هو التجنب. لم يتم استخدام الفحم في أوروبا (على عكس الصين) كوقود للصهر لأنه يحتوي على الكبريت وبالتالي يتسبب في تسخين الحديد القصير. إذا نتج عن خام معدن قصير ساخن، يبحث صانعو الحديد عن خام آخر. عندما كان يستخدم الفحم المعدنية لأول مرة في أفران الأوروبية في 1709 (أو ربما قبل ذلك)، وكان ذلك تفحم. فقط مع إدخال الانفجار الساخن من عام 1829 تم استخدام الفحم الخام.
يمكن إزالة الكبريت من الخامات عن طريق التحميص والغسيل. يؤدي التحميص إلى أكسدة الكبريت لتكوين ثاني أكسيد الكبريت الذي إما يتسرب إلى الغلاف الجوي أو يمكن غسله. في المناخات الدافئة، من الممكن ترك خام البيريت في المطر. العمل المشترك من المطر، والبكتيريا، والحرارة أكسدة كبريتيد ل حامض الكبريتيك والكبريتات، والتي هي وترشح للذوبان في الماء (تيرنر 1900، ص 77). ومع ذلك، تاريخيا (على الأقل)، كبريتيد الحديد (الحديد البايرايت FeS
2)، على الرغم من أنه معدن حديد شائع، إلا أنه لم يتم استخدامه كخام لإنتاج معدن الحديد. كما تم استخدام التجوية الطبيعية في السويد. نفس العملية، بالسرعة الجيولوجية، ينتج عنها خامات الجوسانليمونيت.
تتجلى الأهمية التي تعلق على انخفاض نسبة الكبريت في الحديد من خلال الأسعار المرتفعة باستمرار التي يتم دفعها مقابل الحديد في السويد وروسيا وإسبانيا من القرن السادس عشر إلى القرن الثامن عشر. اليوم لم يعد الكبريت مشكلة. العلاج الحديث هو إضافة المنجنيز. ولكن، يجب أن يعرف المشغل مقدار الكبريت الموجود في الحديد لأنه يجب إضافة خمسة أضعاف كمية المنجنيز على الأقل لتحييده. تعرض بعض المكواة التاريخية مستويات المنجنيز، لكن معظمها أقل بكثير من المستوى المطلوب لتحييد الكبريت (Rostoker & Bronson 1990، ص 21).
يمكن أن يكون تضمين الكبريتيد في صورة كبريتيد المنغنيز (MnS) سببًا في حدوث مشكلات شديدة التآكل الناجم في الدرجة المنخفضة الفولاذ المقاوم للصدأ مثل فولاذ AISI 304. في ظل ظروف الأكسدة وفي وجود الرطوبة، عندما يتأكسد كبريتيد ينتج ثيوكبريتات أنيونات كأنواع وسيطة ولأن أنيون ثيوسلفات له قدرة أكبر على الحركة الكهربية من أنيون كلوريد بسبب سلبيته الكهربائية المزدوجة تهمة، فإنه يعزز نمو الحفرة. في الواقع، يجب تعويض / تحييد الشحنات الكهربائية الموجبة التي يولدها Fe  2+  الكاتيونات المنبعثة في محلول بواسطة Fe الأكسدة على منطقة أنوديك داخل الحفرة بسرعة بالسالب الشحنات الناتجة عن هجرة الحركة الكهربية للأنيونات في الحفرة الشعرية. بعض عمليات الكهروكيميائية التي تحدث في حفرة الشعيرات هي نفسها التي تحدث في الرحلان الكهربائي الشعري. ارتفاع معدل هجرة الأنيون الكهربي، ارتفاع معدل التآكل. يمكن أن يكون النقل الكهربائي للأيونات داخل الحفرة هي الخطوة المحددة للمعدل في معدل نمو الحفرة.

## روابط خارجية
روابط خارجية باللغة الإنجليزية:
- تاريخ تجارة ركاز الحديد في منطقة البحيرات العظمى
- "رواد تجارة الحديد في كليفلاند" بواسطة JS Jeans 1875
- سعر ركاز الحديد والرسم البياني التاريخي
- مناجم الحديد في نيويورك / نيوجيرسي
- قدرة خام الحديد من قبل المنتج العالمي الرئيسي